# Économie de Porto Rico
L’Économie de Porto Rico traite de la situation économique de Porto Rico, un territoire des États-Unis non incorporé et qui a un statut de Commonwealth.
Porto Rico à l'autonomie économique et pas la souveraineté économique, Porto Rico est soumis, à la loi Jones le tarif douanier sur les produits et les biens expédiés vers Porto Rico, qui coûte aux habitants environ 692 millions de dollars par an. L'État fut par le passé un territoire très attractif pour les sociétés notamment grâce aux divers avantages fiscaux qu'il offrait aux investisseurs. Cependant en 2006 les crédits d’impôts sont supprimés par le Congrès américain et l’île s'enfonce rapidement dans la récession. Porto Rico est en 2018 dans une situation peu envieuse, depuis 10 ans, près de 400 000 personnes de tout horizon social seraient parties, la pauvreté atteint des sommets, 45 % selon Reuters en 2017, la dette a explosé. Cette dégradation sur le plan économique a valu à Porto Rico le surnom de « Grèce des Caraïbes ». la "loi Jones". connue sous le nom de 'Merchant Marine Act de 1920", cette loi américaine exige que toutes les marchandises transportées entre les ports américains soient transportées par des navires construits aux États-Unis, appartenant à des citoyens américains, avec un équipage américain et battant pavillon américain à Porto Rico est dénoncer comme une loi contraire au liberté économique de Porto Rico.